# Harpactea gridellii
Harpactea gridellii là một loài nhện trong họ Dysderidae.
Loài này thuộc chi Harpactea. Harpactea gridellii được miêu tả năm 1951 bởi Caporiacco.